# Povl Ahm
Povl Ahm CBE FICE FREng (* 26. September 1926 in Aarhus; † 15. Mai 2005) war ein bedeutender Tragwerksplaner und ehemaliger Vorstand von Ove Arup & Partners.

## Leben

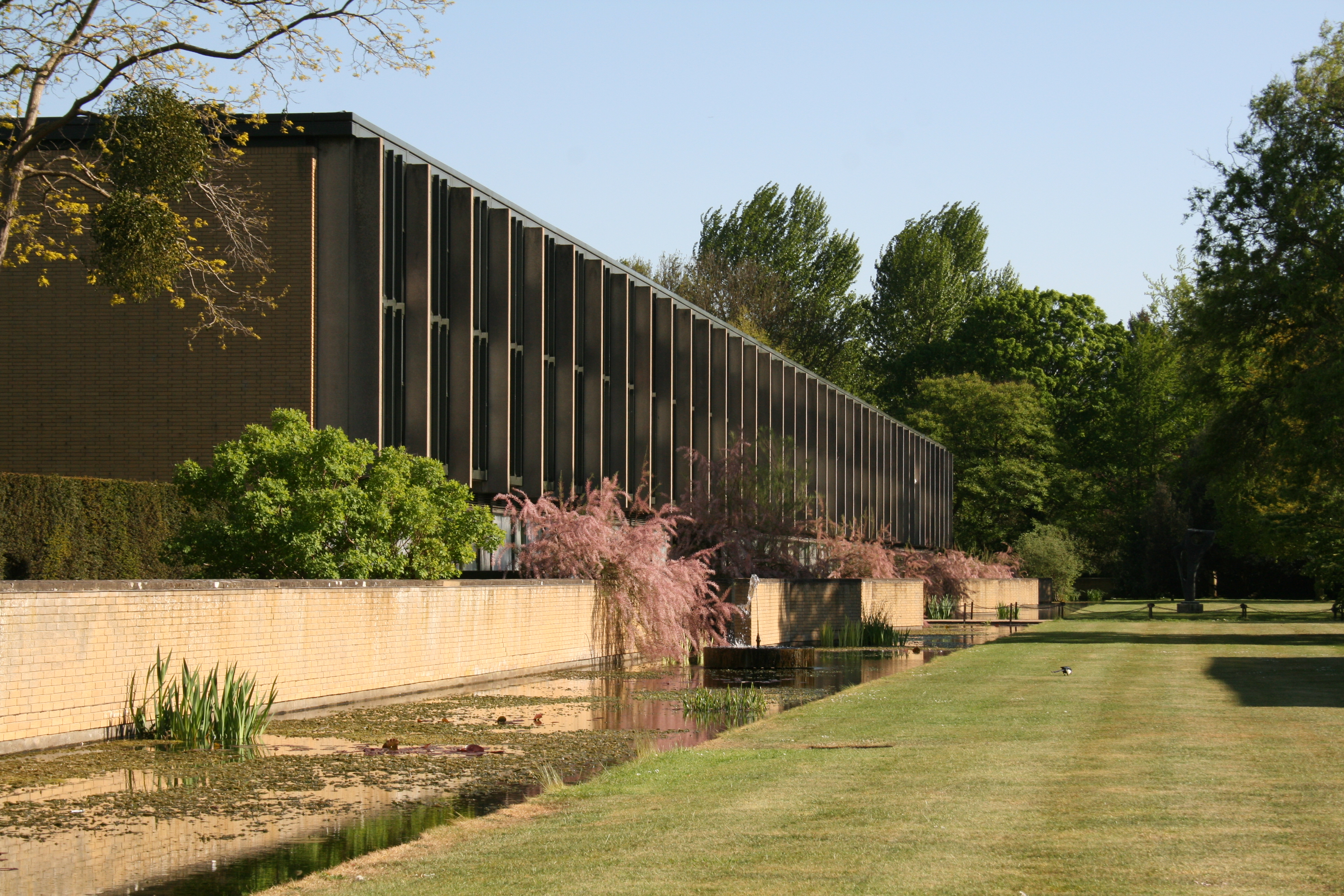
St Catherine’s College (Oxford)

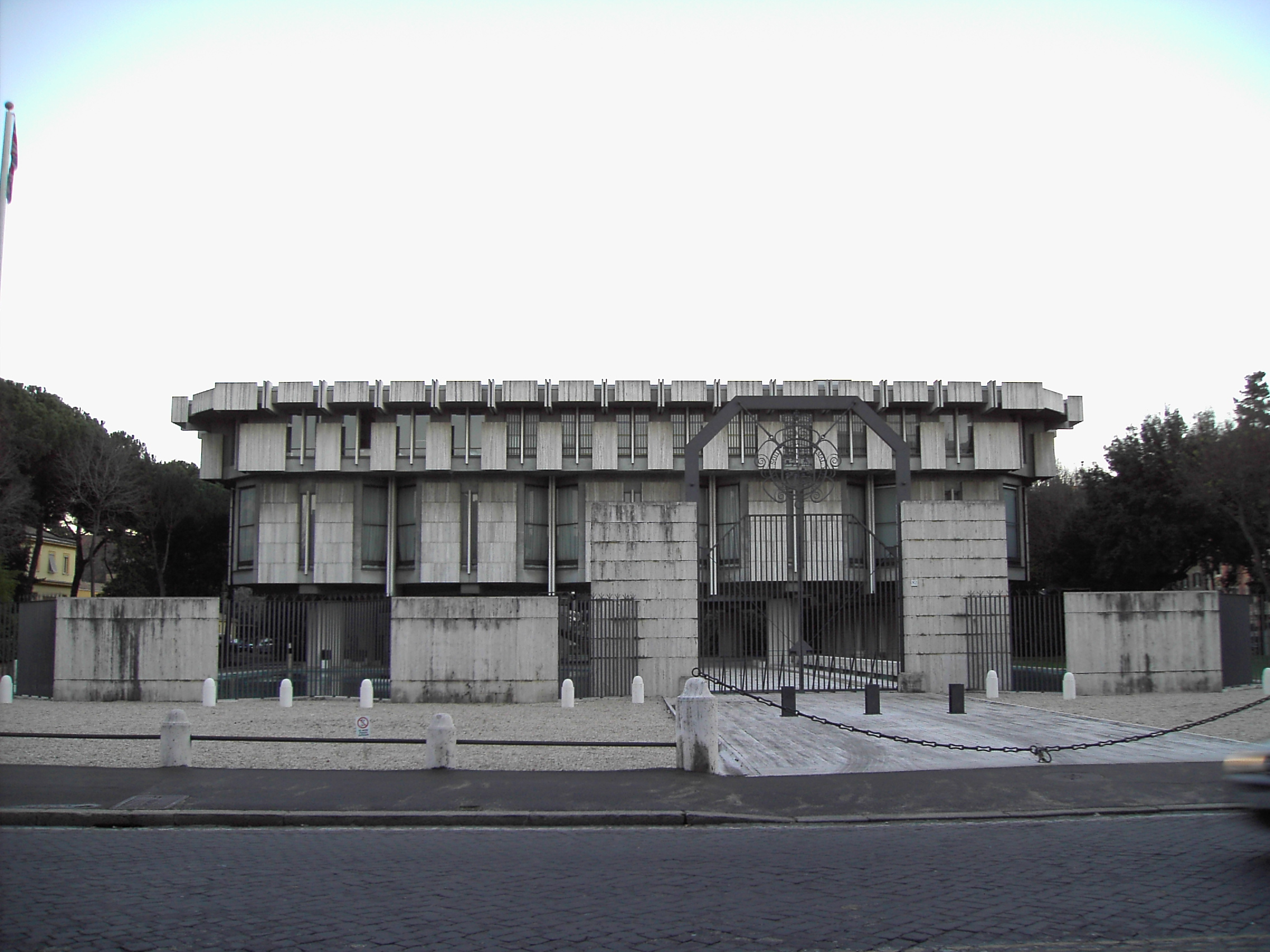
Britische Botschaft in Rom

Ahm studierte an der Polyteknisk Læreanstalt in Kopenhagen, wo er 1949 seinen Abschluss machte.
1952 begann er bei Ove Arup and Partners in London, wo er mit Basil Spence und Ove Arup an der Coventry Cathedral arbeitete.
Ahm war auch beteiligt an frühen Entwürfen für das Sydney Opera House und arbeitete auch an anderen prestigeträchtigen Projekten wie der denkmalgeschützten Geflügelmarkthalle in Smithfield (London) oder dem Centre Pompidou. 1957 wurde Ahm Teilhaber der Arup Group Limited, 1965 Partner und 1977 einer der Direktoren; von 1989 bis 1992 Vorsitzender der Firma. Von 1992 bis 1996 war er Vorsitzender der Association of Consulting Engineers.
Als der Entwurf von Arup 1965 den Wettbewerb für das Gateshead Viaduct gewann, begann Ahm den neuen Verkehrs-Bereich der Firma, spezialisiert auf Brücken.
1981 wurde Ahm Fellow der Royal Academy of Engineering. Als erster erhielt Ahm 1993 die Goldmedaille der Institution of Civil Engineers; im selben Jahr erhielt er den Orden CBE.
Die University of Warwick verlieh ihm 1994 eine Ehrendoktorwürde.
Er starb 2005 an Krebs.